# Живак
Живакът, наричан още живо сребро е химичен елемент със символ Hg (на латински: Hydrargyrum; от гръцки: υδράργυρος) и атомен номер 80 в периодичната система на елементите.
Живакът е тежък и сребрист метал, един от двата елемента (и единственият метал), чиито прости вещества са течни при стайна температура. Другият е бром, а малко над стайна температура се втечняват и металите галий и цезий – 29,76 °C и 28,5 °C, респективно. Той притежава добра електропроводимост, но лоша топлопроводимост. Има диамагнитни свойства. Лесно формира сплави, наричани амалгами с почти всички често срещани метали.
Твърдост по Моос – 1,5
Познат е още в древността. Химичното му означение Hg е от латинското име на живака Hydrargyrum – „водно (течно) сребро“.

## Употреба
Използва се за направата на батерии, термометри, флуоресцентни лампи, при добиването и пречистване на злато, козметиката – за направата на избелващи кремове, стоматологията – за обтурация на зъби.
Гърмящ живак се използва за капсул-детонатори.

## Форма в природата
Живакът се среща в природата главно под формата на минерала цинобър (HgS) или заедно с него. Около половината от произвеждания живак в света идва от Испания и Словения, а другата половина – от Русия и Северна Америка. Живакът се извлича от цинобъра чрез нагряване в присъствието на въздух, както следва:
{\displaystyle {\ce {HgS + O2 -> Hg + SO2}}}
След като живачните пари се кондензират, се получава течен живак.

## Влияние на живака върху околната среда и човека
Живачните аерозоли оказват влияние върху функциите на мозъка, нервната система и бъбреците. Опасни са аерозолите на живака. Действието на живака в/у организмите се дължи на способността му да се свързва трайно с клетъчните ензимни системи, особено в бъбреците и мозъка.
Живакът може да причини както хронични, така и остри отравяния. Хроничното отравяне с живак може да доведе до загуба на паметта, треперене, загуба на зрението.

## Предпазни мерки
Живакът трябва да се съхранява в запечатани съдове, за да не се изпарява и да се вдишва от хората. Загряването на живака и живачните съединения трябва да се извършва под наблюдение. Излагането на живак в малки концентрации може също да причини необратими увреждания, тъй като се натрупва постепенно в организма (тялото не може да отдели живака и следователно той се натрупва сравнително лесно). Отравянето с живак може да се прояви години след експозицията. Един от симптомите е загуба на зъби. Материалът е ограничен за използване от ЕС.
За обезвреждане на разлят живак се използва сяра. Течният живак лесно се свързва с прахообразна сяра при стайна температура и образува живачен сулфид, който е неразтворим във вода и стабилен при обичайни температури.